# زندانی (فیلم ۱۹۵۵)
زندانی (انگلیسی: The Prisoner) فیلمی بریتانیایی به کارگردانی پیتر گلنویل است که در سال ۱۹۵۵ منتشر شد. از بازیگران آن می‌توان به الک گینس، جک هاوکینز، پرسی هربرت و ویلفرد لاوسون اشاره کرد.